# Orthodontium inflatum
Orthodontium inflatum là một loài Rêu trong họ Bryaceae. Loài này được (Mitt.) Paris mô tả khoa học đầu tiên năm 1897.